# 巡洋护卫舰

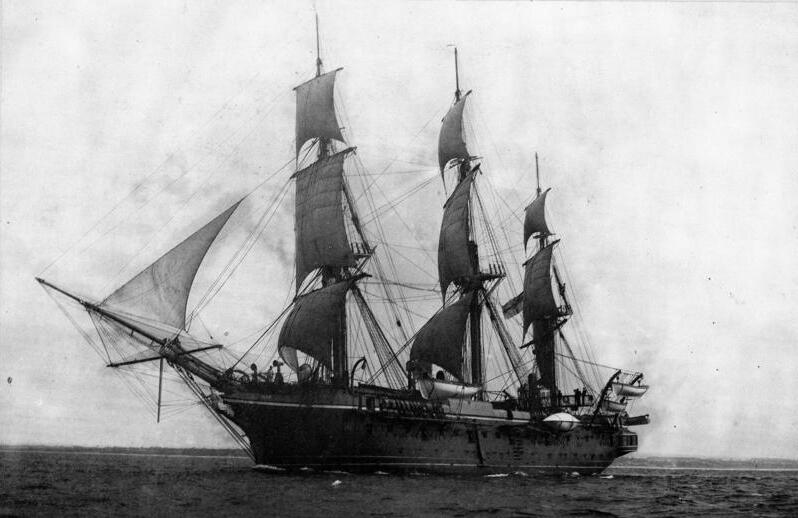
水妖号巡洋护卫舰

巡洋护卫舰（德語：Kreuzerkorvette）是德意志帝国海军于1884年至1893年间对特定军舰使用的正式类别。由于技术的飞速发展，以这种方式分类的舰船彼此之间有较大的差异。其共同点是，它们均是根据巡洋舰的职能配置而设计的。

## 分类
在1884年被重新归类为巡洋护卫舰之前，相关舰只曾使用平甲板护卫舰类别。此外，它们也被称为“无盖护卫舰”（Ungedeckte Korvette）。
这些舰只是无装甲的三桅全帆装船，具有额外的蒸汽推进装置，排水量在1200吨至2600吨之间。它们的武装由箍炮组成，并如同护卫舰一样布置在上甲板两侧舷炮口后方的单层炮甲板上。总体而言，这些舰只仍然与风帆时代的护卫舰非常相似。
另一方面，自1887年下水的两艘伊雷妮级巡洋护卫舰是显著更大、更现代化的舰只，且完全摈弃了帆具。其舰炮可以旋转安装在舷侧突出部，并且是首批具有装甲甲板的德国巡洋舰；从技术上看，它们应被归类为防护巡洋舰。最后建造的巡洋护卫舰奥古斯塔皇后号也采用了类似设计。
1893年，仍然在役的原平甲板护卫舰被重新分类为“三等巡洋舰”（Kreuzern III. Klasse）；新建的巡洋护卫舰则被指定为“二等巡洋舰”（Kreuzern II. Klasse）。至1899年，除奥古斯塔皇后号被指定为“大巡洋舰”外，其余所有舰只都被归类为“小巡洋舰”。

## 船级
德意志帝国海军共计有三个船级的平甲板护卫舰暨巡洋护卫舰投入使用：
- 阿里阿德涅级：阿里阿德涅号、路易丝号、弗蕾亚号
- 卡罗拉级：卡罗拉号、玛丽号、奥尔加号、索菲号
- 伊雷妮级：伊雷妮号、威廉王妃号

## 独级舰
此外，帝国海军还将另外一艘巡洋护卫舰作为独级舰投入使用：
- 水妖号